# Noetica (pseudoscienza)
La noetica (o secondo i propugnatori scienza noetica) viene definita dall'Institute of Noetic Sciences come lo studio delle correlazioni dell'universo della mente (coscienza, anima, spirito). Essa vuole portare in primo piano e come oggetto di ricerche il cosiddetto "sesto senso". Il suo scopo è anche quello di trovare le relazioni tra mondo fisico e mente umana, e come essa può influenzare determinati avvenimenti o processi fisici

## Storia
Il termine Noetica, in un'accezione diversa da quella filosofica, viene utilizzato già nel 1973, quando l'ex astronauta Edgar Mitchell (con l'industriale Paul N. Temple) fonda l'Institute of Noetic Sciences (IONS) in California. Compito dell'istituto è quello di indagare sul potenziale umano, includendo in tali ricerche la meditazione, forme di guarigione alternative, abilità psichiche.
Nel tempo, si caratterizza sempre come concetto pseudoscientifico e viene utilizzato da George Zarkadakis con l'intento di esprimere un diverso approccio al "conscio".
Diffuso nel 2001 col titolo di Noetics: A proposal for a theoretical approach to consciousness (poi ripreso nel libro The Mystery of Mind: how the brain evokes consciousness), il concetto di noetica, promosso da Zarkadakis, vuole, nelle intenzioni dell'autore, indicare una moltitudine di leggi che regolerebbero i fenomeni mentali.

## Nella finzione letteraria
Il concetto di noetica è utilizzato da Dan Brown in un suo romanzo. Dan Brown descrive la noetica come una scienza nel suo quarto romanzo, Il simbolo perduto (in inglese The Lost Symbol), pubblicato nell'autunno del 2009.  
Nel romanzo, il personaggio di Katherine Solomon è descritto come la massima esperta mondiale di noetica, che conduce i propri esperimenti in un laboratorio segreto denominato The Cube, costruito in un padiglione isolato dello Smithsonian Institute di Washington. Tuttavia, data la controversia della definizione, la sottotrama legata alle ricerche della Solomon è stata eliminata dal relativo adattamento televisivo. 